# Henri Lebasque
Henri Lebasque (Champigné, 25 de septiembre de 1865 – Cannet, 7 de agosto de 1937) fue un pintor francés postimpresionista.
Comenzó su educación en el École régionale des pretendientes-artes d'Rabias y se mudó a París en 1886. Allí empezó estudiar con Léon Bonnat y asistió a Ferdinand Humbert con los murales decorativos del Panteón. Es esa misma época, Lebasque conoció Camille Pissarro y Auguste Renoir, quienes más tarde tendrían un gran impacto en su trabajo.
Fue un miembro fundador del Salón de Otoño en 1903 junto con su amigo Henri Matisse.

## Obras seleccionadas

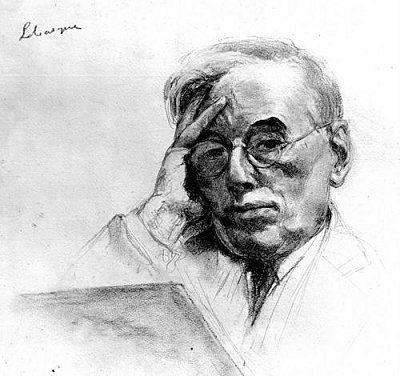
Autorretrato.
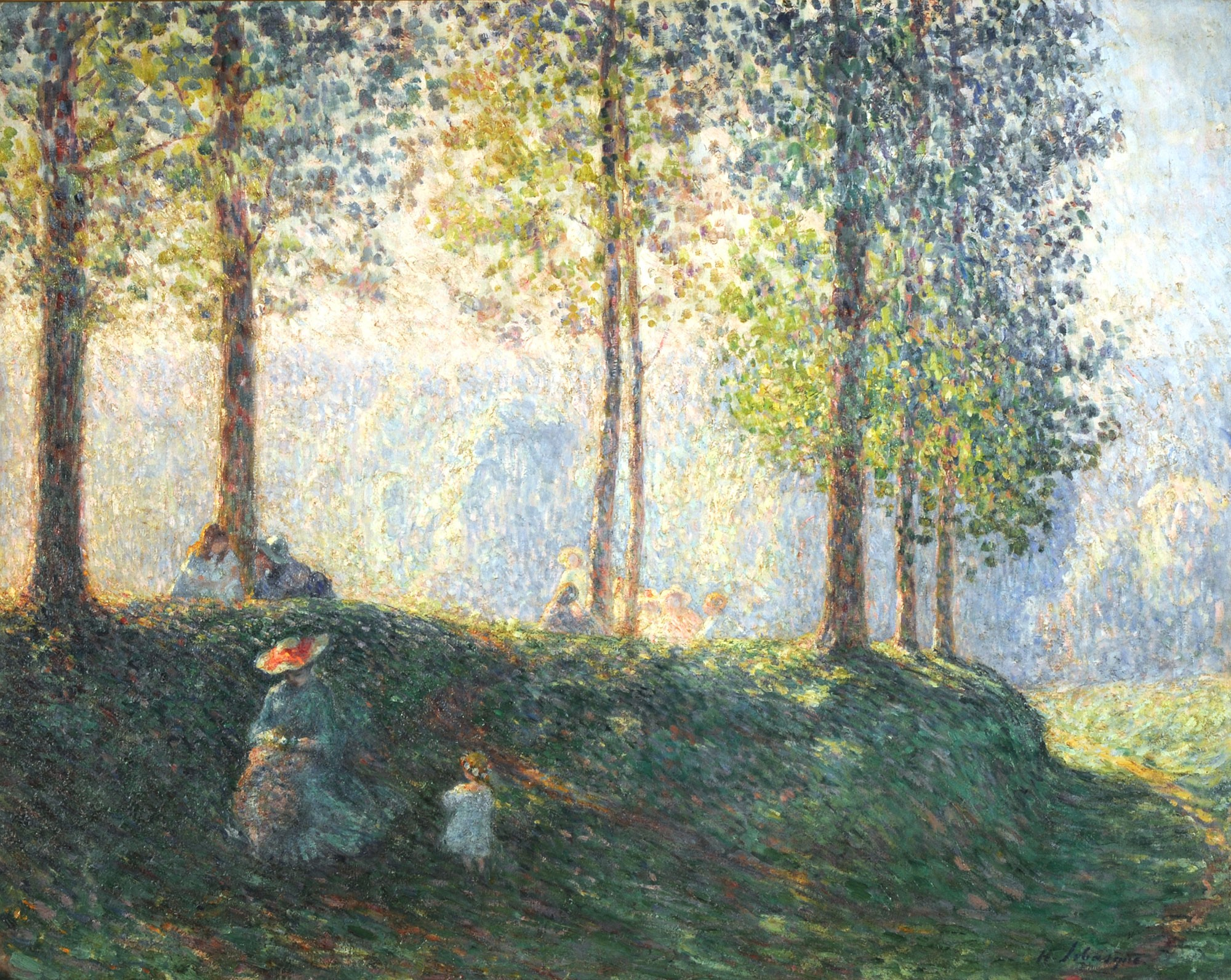
Paisaje.
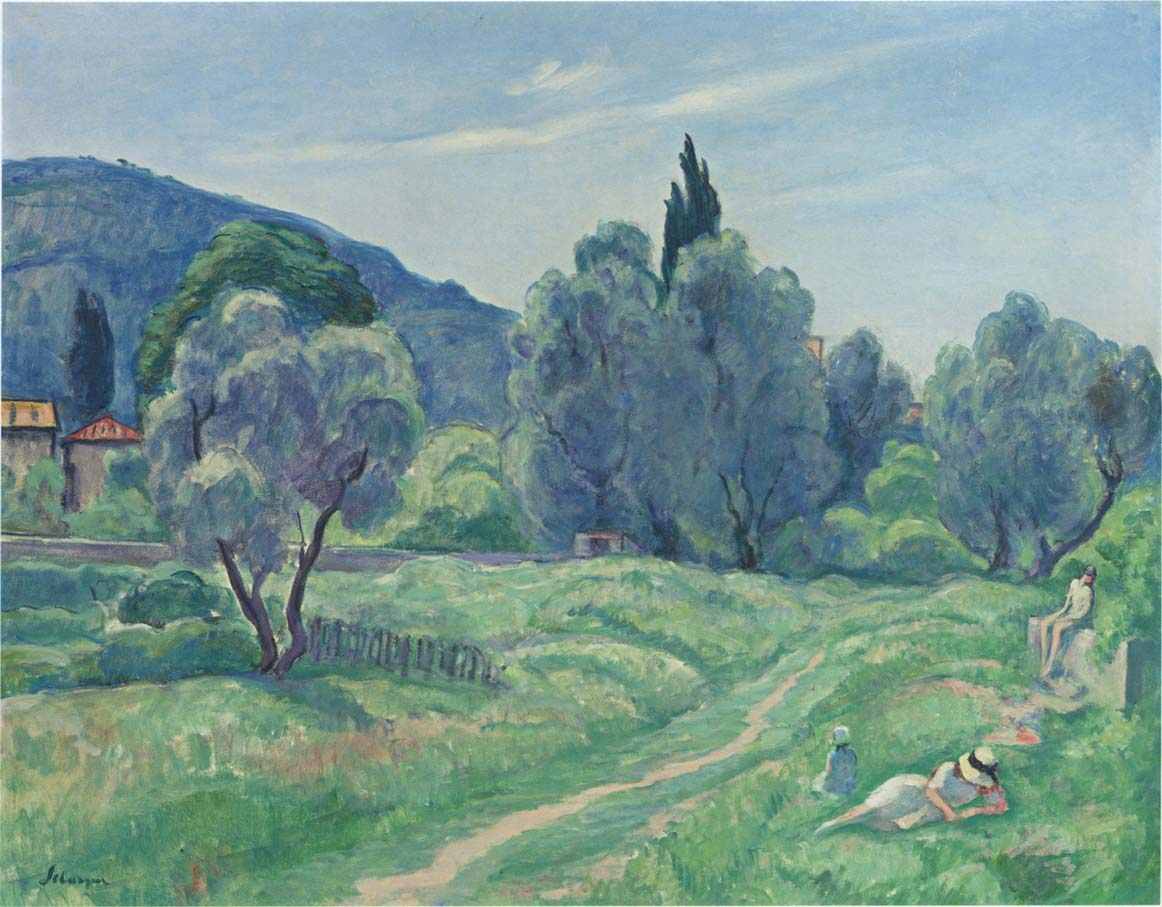
Olivos en la tarde en Cannes.
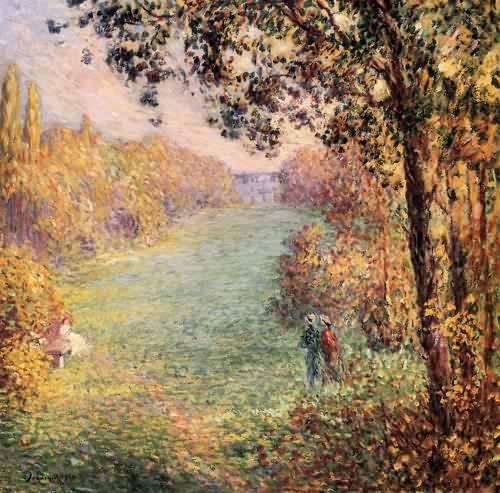
Otoño.